# Roy E. Olson
Roy Edwin Olson (* 13. September 1931 in Richmond (Indiana)) ist ein US-amerikanischer Bauingenieur (Geotechnik).
Olson studierte Bauingenieurwesen an der University of Minnesota mit dem Bachelorabschluss 1953 und dem Masterabschluss 1955. Er wurde 1960 an der University of Illinois at Urbana-Champaign promoviert, wo er schon 1958 Instructor war und später Professor. Ab 1970 war er Professor an der University of Texas at Austin. 2002 emeritierte er.
Er befasste sich unter anderem mit Konsolidation, Gründungen, Setzung von Erddämmen auf weichen Tonböden (zum Beispiel mit Drainagen), Tragfähigkeit von Pfählen (axiale Tragfähigkeit, Last-Setzungs-Verhalten) und Entwurf von Stützmauern, schwellfähigen bindigen Böden.
1995 war er Terzaghi Lecturer. 1984 erhielt er die Croes Medal der ASCE, 1975 die Norman Medal der American Society of Civil Engineers (ASCE), 1972 den Huber Prize der ASCE und 1973 und 1987 den C. A. Hogentogler Award der ASTM. 1973/74 war er Präsident der US Abteilung der International Society of Soil Mechanics and Foundation Engineering. Er ist Mitglied der National Academy of Engineering (2003).